# 菇蔫儿
菇蔫儿（或姑娘儿）是中国北方对灯笼果属（或酸浆属）一部分可食用植物的果实的称呼，可以指：
- 黄色的红姑娘（黄酸浆）；
- 黄姑娘（苦蘵）；
- 秘鲁苦蘵。

区别二者差异时称后者为小菇蔫儿。